# Gesamthandsgemeinschaft
Die Gesamthandsgemeinschaft ist eine Gemeinschaft von Personen, denen ein bestimmtes Vermögen gemeinschaftlich zusteht. Nach früheren Rechtsbegriffen entspricht dies einer Ganerbschaft. Jede Person hat einen ideellen Anteil am Gesamthandsvermögen, nicht dagegen an den einzelnen zum Vermögen gehörenden Gegenständen (körperliche Gegenstände (Sachen) und nichtkörperliche Gegenstände (Rechte) wie z. B. Forderungen). Diese stehen den Personen vielmehr gemeinschaftlich zu, aber in gesamthänderischer Gebundenheit (vgl. Gesamthandseigentum).
Im Gegensatz zur Bruchteilsgemeinschaft (§§ 741 ff. BGB) ist also jeder Gesamthänder Eigentümer der ganzen Sache und Inhaber der gesamten Forderung („Jedem gehört alles“). Das Gesamthandsvermögen ist rechtlich selbständig und losgelöst vom sonstigen Privatvermögen der Gesamthänder. Da jeder Gesamthänder gleichberechtigter Träger des Gesamthandsvermögens ist, ist das Eigentum gesamthänderisch gebunden und die Gesamthänder können über die Gegenstände des Vermögens nur zusammen verfügen.
Von den Gegenständen des Vermögens ist der ideelle Anteil am Gesamtvermögen zu unterscheiden. Über diesen Anteil kann jeder Gesamthänder frei verfügen. Dieser Anteil am Gesamtvermögen wird auch als Gesamthandsanteil (Beteiligungsanteil) bezeichnet.

## Beispiele
Das BGB kennt drei Gesamthandsgemeinschaften: Die eheliche Gütergemeinschaft (§ 1419 BGB), die Erbengemeinschaft (§ 2032 BGB) und den Idealverein ohne Rechtspersönlichkeit (§ 54 S. 1 BGB). Die nicht rechtsfähige Gesellschaft bürgerlichen Rechts hat hingegen gem. § 740 Abs. 1 BGB kein Vermögen, sie ist weder rechtsfähige Personengesellschaft noch Gesamthandsgemeinschaft.
Da die Gesellschaft bürgerlichen Rechts auch das Grundgerüst für die Personenhandelsgesellschaften bildet, wurden auch die offene Handelsgesellschaft (§ 105 Abs. 3 HGB) und die Kommanditgesellschaft (§ 161 Abs. 2 HGB) teilweise als Gesamthandsgemeinschaften betrachtet. Weitere Gesamthandsgemeinschaften stellen die Wohnungseigentümergemeinschaft und die Urhebergemeinschaft (§ 8 Abs. 2 S. 1 UrhG) dar. Bis zum Inkrafttreten des Gleichberechtigungsgesetzes im Jahr 1958 existierte zudem die Errungenschaftsgemeinschaft, eine modifizierte Form der Gütergemeinschaft.
Für die Außengesellschaft bürgerlichen Rechts hat sich bereits vor der Novellierung des Personengesellschaftsrechts aus der Anerkennung von deren Teilrechtsfähigkeit durch die Rechtsprechung eine gewisse Änderung der Sichtweise ergeben. Für diese ging die herrschende Lehre – nicht jedoch die Rechtsprechung – davon aus, dass Träger des Gesellschaftsvermögens nicht mehr die Gesamthänder in ihrer Verbundenheit, sondern die Außen-GbR selbst ist.

## Beschränkungen
Die Gesamthandsgemeinschaft kann eine Beschränkung der Rechte einzelner Berechtigter zugunsten anderer Gesamthandsberechtigter vorsehen:

### Verwaltungsteilung
Die Verwaltungsteilung führt zur Erlangung unterschiedlicher Vorteile auf der Gesamthandsgemeinschaft für die ansonsten gleichermaßen Berechtigten. Diese wurde früher auch als Auszeigung bezeichnet. Die Verwaltungsteilung bedeutet daher die faktische Teilung der Verfügungsgewalt über die Gesamthandssache.
Der Begriff Auszeigung für die Verwaltungsteilung wurde in der Vergangenheit auch in verschiedenen anderen Zusammenhängen verwendet (Grenzangaben, Holzanweisung, Maut, Zuweisung). Durch die Verwaltungsteilung wird die Verwaltung des Gesamthandseigentums auf die Gesamthänder entsprechend der Vereinbarung zur Sonderverwaltung in Verbindung mit einer Sondernutzung aufgeteilt. Die Gesamthand als gemeinschaftliches Eigentum wird dabei beibehalten.
Eine einmal erfolgte Verwaltungsteilung kann durch Wiedervereinigung der Rechte zur einheitlichen Gesamthand rückgängig gemacht werden.

### Nutzungsteilung
Durch die Nutzungsteilung wird die Nutzung am Gesamthandseigentum auf die Gesamthänder entsprechend der Vereinbarung zur Sondernutzung aufgeteilt. Die Gesamthand als gemeinschaftliches Eigentum wird dabei beibehalten. Diese wurde früher auch als Nutzteilung, Örterung, Mutschierung bezeichnet.
- Örterung ist die Vereinbarung, „durch die Teile eines Lehens oder eines Herrschaftskomplexes Personen zur Sondernutzung zugewiesen werden“.
- Mutschierung (Mutschar)[5] ist die Vereinbarung,
  - „bei einem gesamthänderisch besessenen Gut (Erbe, Lehen) eine Nutzungsteilung vornehmen“.[6]
  - Nach Adelung bedeutet Mutschierung auch „eine Abwechselung in der Regierung, da in einer untheilbaren Provinz oder Herrschaft mehrerer Brüder oder Stammesverwandte die Regierung wechselweise führeten, und die Einkünfte unter sich theilten, oder auch die Regierung dem ältesten allein mit Theilung der Einkünfte überließen“.[7]
  - „ein Familienmitglied mit seinem Anteil am Familienvermögen aussteuern“.[6]

Die Nutzungsteilung wurde oftmals auf eine bestimmte Zeit vereinbart.
Eine Nutzungsteilung kann durch Wiedervereinigung der Rechte zur einheitlichen Gesamthand rückgängig gemacht werden.

### Substanzteilung
Die Substanzteilung bedeutet die Auflösung der Gesamthandsgemeinschaft und des Gesamthandseigentums durch Realteilung. Diese wurde früher als Watschierung (Watschar), Totteilung, Tatteilung, und vornehmlich in Bezug auf Grundstücke als Grundteilung bezeichnet. Wurde die Substanzteilung im Rahmen eines belehnten Gesamteigentums vollzogen, konnte dies unter Umständen das Lehen selbst beeinträchtigen. Daher wurde in der Praxis versucht, überwiegend nur eine Nutzungs- oder Verwaltungsteilung des Gesamthandseigentums zu etablieren, um diese Rechtsfolgen zu vermeiden.
Eine Substanzteilung kann durch Wiedervereinigung der Rechte zur einheitlichen Gesamthand rückgängig gemacht werden (zum Beispiel durch Vorkaufs- oder Einstandsrechte), sofern die Gesamthandsgemeinschaft teilweise fortbestand.